# 列比亚日耶村委员会 (阿穆尔州)
列比亚日耶村委员会（俄语：Лебяжьевский сельсовет）是俄罗斯联邦阿穆尔州谢雷舍沃区所属的一个村委员会。其下辖有2个居民点，行政中心为列比亚日耶。据2016年统计，该村委员会的人口为415人。